# Edlef Köppen

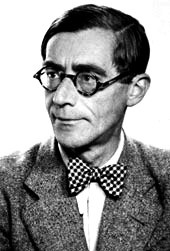
Edlef Köppen

Joachim Edlef Köppen (* 1. März 1893 in Genthin; † 21. Februar 1939 in Gießen) war ein deutscher Schriftsteller und Rundfunkredakteur.

## Leben
Edlef Köppen kam 1893 in Genthin als Sohn des praktischen Arztes Robert Köppen (1863–1922) und seiner Ehefrau Emma, geborene Hosmann (1868–1937), zur Welt. Er besuchte zunächst das Progymnasium in Genthin, nach dessen Schließung 1907 das Viktoria-Gymnasium in Potsdam. Dort lernte er in einem literarischen Lesekreis, den er selbst gegründet hatte, den etwas jüngeren Mitschüler Hermann Kasack kennen, ebenfalls ein Arztsohn, mit dem ihn über die nächsten Jahrzehnte eine enge Freundschaft verband.
Nach dem Abitur 1913 studierte Köppen drei Semester Germanistik, Philosophie und Kunstgeschichte zuerst an der Universität Kiel und anschließend an der Universität München; dort zählten zu seinen akademischen Lehrern Heinrich Wölfflin, Fritz Strich und Arthur Kutscher. Im September 1914 trat er als Kriegsfreiwilliger in Burg in das Feldartillerie-Regiment Nr. 40 des preußischen Heeres ein, mit dem er von Oktober 1914 bis Oktober 1918 am Ersten Weltkrieg teilnahm. Bei Kriegsende war er Leutnant der Reserve. Köppen wurde mehrfach verwundet, unter anderem erlitt er Verätzungen durch Giftgas und eine Lungenquetschung infolge einer Verschüttung, die ihn lebenslang gesundheitlich beeinträchtigte. Im Verlauf des Krieges entwickelte Köppen sich zum überzeugten Pazifisten und weigerte sich schließlich im September 1918 weiterzukämpfen, was seine zwangsweise Internierung in einer psychiatrischen Klinik in Mainz zur Folge hatte.
Nach dem Krieg setzte Köppen sein Studium fort und schrieb eine Dissertation über „Zeitschriften der Romantik“, brach die angefangene Promotion aber aus finanzieller Not ab. Auf Vorschlag Kasacks wurde er in der Nachfolge von Ludwig Rubiner 1921 als Lektor im Gustav Kiepenheuer Verlag in Potsdam eingestellt. Hier war er für den Tochterverlag Verlag der Dichtung zuständig, in dem unter anderem die von Wolf Przygode herausgegebene gleichnamige Zeitschrift erschien, für die Köppen schon 1920 ein Programmheft gestaltet hatte. Er heiratete 1921 Hedwig (Hete) Witt; das Ehepaar bekam eine Tochter Gabriele. Eine Erkrankung infolge seiner Kriegsverletzung zwang ihn zur Aufgabe seiner Stellung bei Kiepenheuer und zu einem Sanatoriumsaufenthalt in Naurod. Danach versuchte er sich 1923 mit der Gründung des Hadern-Verlags in Potsdam selbständig zu machen, in dem er auch seinen ersten Roman veröffentlichte, hatte aber mit der Verlagsgründung keinen Erfolg.
Seit 1925 war Köppen wiederum durch Vermittlung Kasacks als freier literarischer Mitarbeiter bei der Funk-Stunde Berlin tätig, dem ersten deutschen Rundfunksender. Seit 1926 als Assistent in der literarischen Abteilung fest angestellt, machte er sich unter anderem als Regisseur der Hörspiele seines Schulfreundes einen Namen. Im Oktober 1929 wurde Köppen Leiter der literarischen Abteilung der Funk-Stunde. Die Bedeutung seiner Tätigkeit in dieser Position unter Rundfunkleiter Hans Flesch, der im August 1932 abgelöst wurde, wird für die Literatur der Zeit als hoch eingeschätzt und wurde teils öffentlichkeitswirksam diskutiert.
Nach der „Machtergreifung“ der Nationalsozialisten wurde Köppen am 30. Juni 1933 als Literaturleiter der Funk-Stunde fristlos entlassen. Er verblieb allerdings bis zur Übernahme in die Reichsschrifttumskammer im Vorstand des gleichgeschalteten Schutzverbands deutscher Schriftsteller. 1934 verarbeitete Köppen seinen Hausbau in Wilhelmshorst am Friedensplatz 6–9 humoristisch in dem Buch Vier Mauern und ein Dach. Köppens 1930 erschienener Weltkriegsroman Heeresbericht wurde 1935 verboten. Zugleich erhielt Köppen ein Veröffentlichungsverbot. Der durch wiederholte Verstimmungen seit 1930 etwas getrübte Kontakt mit Kasack brach in den letzten Lebensjahren ab. Köppen schlug sich in der Folgezeit mit Rezensionen und Kurzgeschichten durch, die er unter dem Pseudonym Joachim Felde veröffentlichte. Es gelang ihm, eine Anstellung bei einer Filmfirma zu erhalten, die kurz darauf in Konkurs ging und von der Tobis Europa-Film A.G., einer Tochtergesellschaft der Tobis Tonbild-Syndikat A.G., übernommen wurde. Dort stieg Köppen zum Chefdramaturgen auf, geriet aber erneut unter politischen Druck, als die Tobis in den Jahren 1937 bis 1939 schrittweise vom Propagandaministerium übernommen wurde. Köppen lehnte es ab, der NSDAP beizutreten und sich für ein antisemitisches und pronazistisches Filmprogramm zu engagieren. Den Umstand, dass Köppen trotz seiner bekannten Gegnerschaft gegenüber dem Regime zwischen 1934 und 1939 als leitender Film-Dramaturg arbeiten konnte, hält Hans-Michael Bock für ein Kalkül der Machthaber: „Die Machthaber wollten sich seiner Fähigkeiten bedienen; da sein Name in den Filmproduktionen nicht auftauchte, war das, ohne ihn nach Außen zu protegieren, möglich.“
Edlef Köppen starb 1939 in einem Lungensanatorium in Gießen an den Spätfolgen seiner Kriegsverletzung. Sein Grab ist auf dem Waldfriedhof in Wilhelmshorst zu finden. Das Archiv Köppens ging 2003 an das Kreismuseum Jerichower Land in Genthin. Teile seines Nachlasses befinden sich heute in der Sammlung des Potsdam Museums – Forum für Kunst und Geschichte.

## Ehrungen und Würdigung
An Köppens Geburtshaus in Genthin erinnert eine Gedenkplakette an ihn. Die Stadt- und Kreisbibliothek Genthin trägt seit 1996 seinen Namen. In Gießen wurde eine Straße an der ehemaligen Artilleriekaserne (bis 1945 „Bleidorn-Kaserne“, bis 1991 „Pendleton Barracks“) nach Köppen benannt. In seiner Geburtsstadt wird der von der Literaturwissenschaft lange fast vergessene Köppen heute als bedeutender Schriftsteller und Filmschaffender gewürdigt, der in einer Reihe mit Erich Maria Remarque, Arnold Zweig oder Alfred Döblin gesehen wird.

## Werke
- Die Histori von ein trocken Schiffsfahrt darinnen drey Studenten sampt ihren Libsten gar fein und lustig Schwänk erzelen. Hadern Verlag, Potsdam 1924
- Der Bericht. Hamburg 1925
- Willkommen und Abschied. 1925
- Heeresbericht. 1930
- Andreas der Stumme. 1933
- Vier Mauern und ein Dach. 1934

## Werkausgaben
- Edlef Köppen: Heeresbericht. List Verlag, Berlin 2005, ISBN 978-3-548-60577-7
- Jutta Vinzent (Hrsg.): Edlef Köppen: Aufzeichnungen. Ein Lesebuch, Anhang zu Leben und Wirken. Märkischer Verlag, Wilhelmshorst 2006, ISBN 3-931329-03-8

## Hörspiele (Regie)
- 1932: Hermann Kasack: Der Ruf – (RRG)